# Poesia escènica

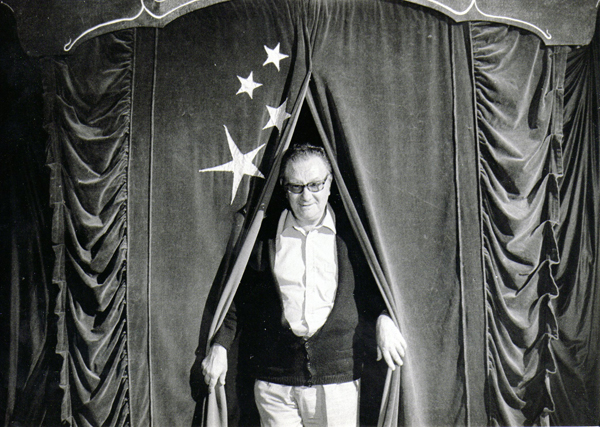
Brossa a la 2a Fira de Teatre al Carrer de Tàrrega, 1983

Poesia escènica és el recull íntegre de les obres teatrals de Joan Brossa i Cuervo, publicat al llarg d’una dècada, entre 1973 i 1983. Abarca les peces escrites entre 1945 i 1978, distribuint-les en sis volums que ofereixen una visió completa de la seva trajectòria teatral, concebuda com un projecte cohesionat que marca tant l’inici com el desenllaç del seu vincle creatiu amb el teatre. Obtingué els premis Ciutat de Barcelona 1978, Crítica Serra d'Or d'obres completes 1979, i Nacional de Cultura de teatre 1998.